# Trachelismus
Trachelismus es un género de coleóptero de la familia Attelabidae.

## Especies
Las especies de este género son:
- Trachelismus klassi
- Trachelismus prolixus
- Trachelismus schultzei
- Trachelismus benguetensis
- Trachelismus distinguendus
- Trachelismus macrostylus
- Trachelismus protractus
- Trachelismus tenuissimus